# Camponotus fornasinii
Camponotus fornasinii é uma espécie de inseto do gênero Camponotus, pertencente à família Formicidae.